# Decarthron stigmosum
Decarthron stigmosum är en skalbaggsart som beskrevs av Brendel 1865. Decarthron stigmosum ingår i släktet Decarthron och familjen kortvingar. Inga underarter finns listade i Catalogue of Life.